# جون جولي
جون جولي (بالإنجليزية: John Joly)‏ (و. 1857 – 1933 م) هو فيزيائي، وجيولوجي من جمهورية أيرلندا . وكان عضواً في الجمعية الملكية، والأكاديمية الروسية للعلوم .
توفي في دبلن ، عن عمر يناهز 76 عاماً.

## جوائز
حصل على جوائز منها:
- زمالة الجمعية الملكية
- قلادة ملكية.

## روابط خارجية
- جون جولي على موقع الموسوعة البريطانية (الإنجليزية)